# Слави Славов
 Тази статия е за революционера.  За търговеца и политик вижте Слави Славов (търговец).  
Слави Алексиев Славов е български революционер, ръководител на дружество „Добруджа“ в Русе.

## Биография
Вероятно родът на баща му е от преселници от Лясковец, Великотърновско.
Има предположения, че през 1914-1915 г. е бил кмет на с. Калипетрово. Най-вероятно е емигрирал в Русе още преди официалното присъединяване на Южна Добруджа от Румъния според Ньойския договор. Слави Алексиев е един от най-активните ръководители на дружество „Добруджа“ в Русе.
През март 1919 г. край с. Свещари, Разградско се създава тайно Добруджанският революционен комитет (ДРК). След Разградския добруджански събор от средата на юли 1919 г. ДРК се реорганизира в ЦДРК или Конвент. Той е нелегално звено на Висшия добруджански съвет (ВДС) и на изпълнителния му орган ВДК.
Към края на лятото нелегалната организация обхваща Варна, Балчик, Каварна, Добрич, Силистра, Тутракан, Русе, Шумен и др. градове и села. В писмо от 21 август, най-вероятно написано от Слави Алексиев до председателя на комитета в София, се съобщава, че е направена организационна обиколка в Исперихския район. Подобно писмо е изпратено на 17 октомври до д-р Петър Вичев с информация за свършената работа в окупираната територия.
Слави Алексиев урежда добри куриерски канали между Русе и главните центрове в Южна Добруджа. До средата на февруари 1920 г. получава подробни сведения от Силистра за положението на българите и действията на румънските власти в областта.
На 31 май 1922 г. русенският окръжен управител получава от българската легация в Букурещ отнасящо се до искането на силистренския префект Ташку Пучеря за ликвидиране на четничеството в Южна Добруджа. Особено внимание се обръща на Слави Алексиев от с. Калипетрово, който живеел в Русе и притежавал кръчма „Заробена Силистра“.
На 14 юли 1922 г. Слави Алексиев като подпредседател на русенското дружество „Добруджа“ изпраща доклад до председателя на ВДК в София, в който описва бандитизма в Добруджа.
Той открито заявява за жестокостите, извършвани от румънските власти спрямо българското население. Призовава ВДК да вземе мерки за защита на българското население в Добруджа.
Вероятно по своя инициатива Алексиев прави опит да създаде нов нелегален оперативен орган на Добруджанската организация в Русе на име „Черна ръка“. Запазен е учредителният протокол от 22 юли 1922 г. Присъствали са още капитан Стефан Боздуганов, Тодор Трифонов, Никола Йонков, Константин Симеонов, Калчо Добрев и Георги Нейков.
В протокола е отбелязано, че заседанието се провежда много тайно, както от румънските шпиони, така и от българските власти. Главна задача е подновяването и засилването на връзките на емигрантското движение с комитетите в Добруджа, създадени от ДРК след 1919 г. Предвижда се Добруджа да бъде разделена на райони с определени ръководители. Трябва да се създаде и фонд, който да се попълва от волни пожертвувания, а там, където се налага, и по принудителен начин. При учредяването на „Черна ръка“ Алексиев изтъква, че борбата в Добруджа ще се води главно в 2 насоки – срещу криминалните банди, тормозещи местното население, и срещу социалното и националното подтисничество на румънската държава.
Създадената от Слави Алексиев в Русе организация „Черна ръка“ фактически изпълнява функциите на таен координиращ център на ВДС и ВДК за разгръщане на активна пропагандна дейност на територията на Южна Добруджа чрез четническия апарат. Тя и инициаторът за нейното създаване имат важен принос в новото райониране на Добруджа с прилежащите емигрантски центрове, формирането на районни чети и определянето на войводи и началници на четническите групи.
Дясна ръка на Слави Алексиев в Добруджа става Стефан Иванов Атанасов (Боздуганов) от с. Алфатар, Силистренско.